# Lutjanus vitta
Lutjanus vitta är en fiskart som först beskrevs av Jean René Constant Quoy och Joseph Paul Gaimard 1824.  Lutjanus vitta ingår i släktet Lutjanus och familjen Lutjanidae. Inga underarter finns listade i Catalogue of Life.